# 메르세데스-벤츠 M176/M177/M178 엔진
메르세데스-벤츠 M176/M177/M178 엔진 제품군은 메르세데스-벤츠 M278 엔진과 메르세데스-벤츠 M157 엔진을 대체하고, 페르세데스-AMG M133 엔진이 단일 크랭크 축을 공유하는 두 블록으로 더욱 발전했다.
엔진에는 "hot-V"구성에서 두 개의 실린더 헤드 사이에 두 개의 BorgWarner 터보 차저가 있다. 연료 분사 시스템은 연소주기 당 5개의 연료 분출을 제공하는 보쉬의 새로운 압전 직접 연료 분사기를 사용한다.
M176 엔진은 대부분 기계로 조립되며 일부 부품은 슈투트가르트 외곽의 Untertürkheim 제조센터에서 기술자가 조립한다. M177과 M178은 Affalterbach의 AMG 제조 센터에서 "한 사람, 한 엔진"원리로 기술자에 의해 개별적으로 조립된다.

## M176
M176 버전은 2015년 메르세데스-벤츠 G 500/G 550 및 G 500 4x42용으로 데뷔했다. 2019년에 M176에는 EQ 부스트 마일드 하이브리드 48V 전기 시스템이 장착되어 추가출력 16kW (22PS) 및 250 N·m (184 lb·ft)의 토크를 생성했다.이 마일드 하이브리드 시스템은 GLE 580 4MATIC 및 GLS 580 4MATIC에 장착되었다. EQ Boost가 있는 M176 엔진은 가솔린 엔진 (370 kW (503 PS; 496 bhp))의 출력이 증가하고 EQ 부스트 (15 kW (20 PS))의 출력이 감소 된 S 580 4MATIC용으로 2021년에 업그레이드되었다.

### 장착 차종
| 모델명                                                   | 연식      |
| -------------------------------------------------------- | --------- |
| 메르세데스-벤츠 G 500/G 550 and G 500 4×4² (W463, 1세대) | 2015–2018 |
| 메르세데스-벤츠 S 560/S 560 4MATIC (W222/V222)           | 2017–2020 |
| 메르세데스-메이바흐 S 560/S 560 4MATIC (X222)            | 2017–2020 |
| 메르세데스-벤츠 S 560 쿠페 & 카브리오 (C217)             | 2017–2020 |
| 메르세데스-벤츠 G 500/G 550 (W463, 2세대)                | 2018–     |
| 메르세데스-벤츠 GLE 580 4MATIC (W167/V167)               | 2019–     |
| 메르세데스-벤츠 GLS 580 4MATIC (X167)                    | 2019–     |
| 메르세데스-벤츠 S 580 4MATIC (W223/V223)                 | 2021–     |
| 메르세데스 메이바흐 S 580 4MATIC (EQ 부스트 없음) (Z223) | 2021–     |

## M177
M177은 메르세데스-AMG C63에서 출시된 첫 번째 변형 모델이다.M178과 달리 이 버전의 엔진은 습식 섬프 윤활을 사용한다. C63 및 GLC63 애플리케이션에서 터보는 단일 스크롤 방식인 반면 E63 및 S63에서는 트윈 스크롤 방식이고 다른 배기 매니 폴드다. 트윈 스크롤 응용 프로그램에는 실린더 비활성화 기능도 있다.
2013년부터 메르세데스-AMG와의 계약의 일환으로 애스턴 마틴은 DB11 V8 및 DB 볼란데 (2017년~현재), 밴티지 (2018년~현재) 및 DBX (2021년~현재)에 M177 엔진을 설치하였다.
2019년 말, M176에 사용된 48V 시스템이 M177 엔진에 추가되어 성능 향상, 연료 소비 개선 및 배기 가스 배출 감소가 있었다.

### 장착 차종
| 모델명                                                                                         | 연식          |
| ---------------------------------------------------------------------------------------------- | ------------- |
| 메르세데스-AMG C 63 & C 63 S (W205)                                                            | 2015년~2021년 |
| 메르세데스-AMG E 63 4MATIC+ & E 63 S 4MATIC+ (W213)                                            | 2016년~현재   |
| 메르세데스-AMG S 63 & S 63 4MATIC (W222/V222)                                                  | 2017년~2020년 |
| 메르세데스-AMG GT 63 4MATIC+, GT 63 S 4MATIC+, GT 73 E 퍼포먼스 (X290)                         | 2018년~현재   |
| 메르세데스-AMG G 63 (W463, 2세대)                                                              | 2019년~현재   |
| 메르세데스-AMG GLC 63 4MATIC, GLC 63 4MATIC 쿠페, GLC 63 S 4MATIC, GLC 63 S 4MATIC 쿠페 (X253) | 2019년~현재   |
| 메르세데스-AMG GLE 63 4MATIC+ & 63 S 4MATIC+ (X167) ISG                                        | 2020년~현재   |
| 메르세데스-AMG GLS 63 4MATIC+ (X167) ISG                                                       | 2020년~현재   |
| 메르세데스 메이바흐 GLS 600 (X167) with ISG                                                    | 2020년~현재   |
| Brabus Rocket 900 "ONE OF TEN" (enlarged to 4.4 L)                                             | 2020년~현재   |
| 애스턴 마틴 DB11 V8 & DB11 볼란데                                                              | 2017년~현재   |
| 애스턴 마틴 밴티지                                                                             | 2018년~현재   |
| 애스턴 마틴 DBX                                                                                | 2021년~현재   |

## M178
M178은 제품군의 두 번째 변형으로 더 높은 성능과 모터 스포츠를 지향한다. 345 및 375 kW (469 및 510 PS, 463 및 503 hp) 버전은 메르세데스-AMG GT (C190)에 도입되었다. 출력은 시간이 지남에 따라 그리고 모터 스포츠를 위해 여러 번 업그레이드되었다. Brabus는 AMG GT용 성능 업그레이드 키트인 PowerXtra B40S-800을 제공한다.이 키트는 출력을 6,500rpm에서 588 kW (799 PS; 789 hp)로, 1,750-4,500rpm에서 1,000N⋅m (738lb⋅ft)로 증가시킨다.

### 사양
- 실린더 배열 V8
- 실린더 각도 90 °
- 실린더 블록 합금 주조 알루미늄, 폐쇄 데크
- 실린더 헤드 합금 주조 알루미늄, 지르코늄 합금
- 실린더 4 당 밸브 (DOHC)
- 입구 및 출구 측에서 가변 밸브 타이밍 캠축 조정
- 배기량 3,982 cc (4.0 L, 243.0 cu in)
- 보어 x 스트로크 83mm × 92mm (3.27 인치 × 3.62 인치)
- 실린더 간격 90mm (3.54 인치)
- 압축비 10.5 : 1
- 6,250rpm에서 출력 375kW (510PS, 503hp) [리터당 출력 94.2kW (128.1PS, 126.3hp)]
- 1750 – 4750rpm에서 일률 출력 650 N·m (479 lb·ft) [리터당 토크 163.2 N·m (120.4 lb·ft)]
- 최대 엔진 속도 7,200rpm
- 최대 충전 압력 1.2 bar (17 psi)
- 최고 엔진 압력 130 bar (1,900 psi)
- 공기 전달 강제 유도, 전자 제어 블로우-오프 밸브로 186,000rpm으로 회전하는 2x 트윈 스크롤 터보 차저
- 연료 공급 분무 유도 연소를 통한 전자 제어식 직접 가솔린 분사, 완전 가변형, 연료 압력 100–200 bar (1,500–2,900 psi)
- 냉각수 공급 3상 온도 조절기, 타이밍 체인 구동 워터 펌프 정격 420 리터 100–200 bar (1,500–2,900 psi)/분 유량
- 오일 공급 9 리터 (2.4 US gal; 2.0 imp gal) 오일, 건식 섬프, 2 단계 제어 흡입 펌프 (250 리터 (66 US gal, 55 imp gal)/분), 압력 펌프 및 12 리터 ( 3.2 US gal, 2.6 imp gal) 외부 오일 탱크
- 오일 냉각 전면의 외부 엔진 오일 냉각기
- 충전 공기 냉각 간접 공기/물 인터쿨링, 최대 부하 상태에서 140 °C (284 °F) 충전 공기를 외부 온도보다 25 °C (77 °F) 이상으로 냉각
- 엔진 무게 (건조) 209kg (461lb)
- 배출 표준 유로 6
- NEDC 복합 소비 10 리터 (2.6 US gal, 2.2 imp gal) / 100km (62 mi) 미만

### 장착 차종
| 모델명                                                    | 연식            | 일률 출력                                  | 돌림힘 출력                            |
| --------------------------------------------------------- | --------------- | ------------------------------------------ | -------------------------------------- |
| 메르세데스-AMG GT (C190)                                  | 03/2015–03/2017 | 340 kW (462 PS; 456 hp) at 6,000 rpm       | 600 N·m (443 lb·ft) at 1,600-5,000 rpm |
| 메르세데스-AMG GT (C190)                                  | 07/2017-07/2020 | 350 kW (476 PS; 469 hp) at 6,000 rpm       | 630 N·m (465 lb·ft) at 1,700-5,000 rpm |
| 메르세데스-AMG GT (C190)                                  | 07/2020–        | 390 kW (530 PS; 523 hp) at 5,500–6,750 rpm | 670 N·m (494 lb·ft) at 2,100–5,250 rpm |
| 메르세데스-AMG GT S (C190)                                | 03/2015–03/2017 | 375 kW (510 PS; 503 hp) at 6,250 rpm       | 650 N·m (479 lb·ft) at 1,750–4,750 rpm |
| 메르세데스-AMG GT S (C190)                                | 03/2017–07/2020 | 384 kW (522 PS; 515 hp) at 6,250 rpm       | 670 N·m (494 lb·ft) at 1,800–5,000 rpm |
| 메르세데스-AMG GT C (C190)                                | 03/2017–        | 410 kW (557 PS; 550 hp) at 5,750–6,750 rpm | 680 N·m (502 lb·ft) at 1,900–5,750 rpm |
| 메르세데스-AMG GT R (C190)                                | 03/2017–        | 430 kW (585 PS; 577 hp) at 6,250 rpm       | 700 N·m (516 lb·ft) at 1,900-5,500 rpm |
| 메르세데스-AMG GT 블랙 시리즈 (C190) (엔진 코드 M178 LS2) | 07/2020–        | 537 kW (730 PS; 720 hp) at 6,700–6,900 rpm | 800 N·m (590 lb·ft) at 2,000–6,000 rpm |